# Leonard Feather
Leonard Feather (13. září 1914 – 22. září 1994) byl anglický jazzový klavírista, hudební producent a novinář. Ve svých jednadvaceti letech poprvé odjel do Spojených států amerických. Následně se vrátil zpět do Anglie. V roce 1939 se usadil v New York, kde žil až do roku 1960, kdy odešel do Los Angeles. Přispíval například do deníku Los Angeles Times. Spolu s klavíristou Irou Gitlerem je autorem rozsáhlé knihy The Biographical Encyclopedia of Jazz zabývající se jazzovými hudebníky.